# Mitiku Belachew
Mitiku Belachew (en amharique : ምትኩ በላቸው ; né le 11 juin 1942 en Éthiopie et mort le 8 avril 2021) est un chirurgien de renommée internationale, d'origine éthiopienne ayant la nationalité belge, connu pour avoir implanté par coelioscopie un anneau gastrique modulable employé à grande échelle dans le monde dans la lutte contre l'obésité.

## Biographie

### Origine et formation
Il est né le 11 juin 1942 dans un village des hauts plateaux éthiopiens du nom de Wonchi dans une famille de neuf enfants. Alors qu'il n'était qu'un enfant, à la suite de la mort son frère encore jeune à la suite d'une maladie, il décide à l'âge de 12 ans de quitter son village et d'abandonner ses activités pastorales pour s'installer dans la capitale éthiopienne, Addis-Abeba, afin d'étudier la médecine. Ses capacités intellectuelles hors du commun lui permirent de sauter un grand nombre de classes. « J’étais sans le sou, alors j’y suis allé au culot : j’ai demandé à un couple britannique de financer mes études en échange de travaux domestiques », révéla-t-il à la presse des années plus tard. Grâce à ses talents et à sa détermination, il obtint les meilleurs résultats scolaires et ne maintint pas longtemps son travail d'employé de maison. 
De 1962 à 1963, il étudia à la faculté des sciences de l'Université d'Addis-Abeba.
En 1963, il obtint une bourse et décida de partir en Belgique étudier la médecine à Liège alors qu'il ne parlait pas un mot de français. En 1970, il obtint son diplôme à Université de Liège.

### Implantation par coelioscopie d'un anneau gastrique modulable contre l'obésité
Alors qu'il officiait en tant que chirurgien dans un hôpital à Liège, une infirmière limbourgeoise obèse le supplia un jour de lui montrer un moyen pour qu'elle perde du poids. À ce moment, il avait déjà auparavant pratiqué plusieurs opérations de "courts-circuits intestinaux" en enlevant une partie de l'intestin, mais il n'était pas satisfait de l'opération en raison de nombreuses complications. « J’ai tout arrêté lorsque j’ai perdu mon premier patient à cause de complications liées au manque de suivi ». Après avoir fait de nombreuses recherches, il entendit parler d'un cerclage gastrique mis au point par un collègue d'origine ukrainienne, le docteur Kuzmak. La cœlioscopie en était alors à ses débuts. Cette technique avait alors pour avantage de pouvoir intervenir chirurgicalement sans avoir à ouvrir le ventre du patient. Il inventa alors un anneau modulable à positionner autour de la jonction entre l’œsophage et l’estomac sous cœlioscopie qu'il testa le 1er septembre 1993, avec succès à l'aide d'une caméra laparoscopique.
Malgré le gain financier qu'il aurait pu tirer, il refusa de déposer un brevet sur son invention, regrettant notamment que la chirurgie soit devenue une activité lucrative. « Je n’aime pas ce côté mercantile de la chirurgie ».

## Prix et récompenses
- 2016 :  Officier du Mérite wallon (O.M.W.)

## Publications
- Histoire de l’anneau modulable laparoscopique (LAGB), du rêve à la réalité, M. Belachew. Le Journal de Coelio-chirurgie, 2001, 38, 4-9
- Mitiku Belachew, Le berger devenu chirurgien. Des hauts plateaux d'Ethiopie aux blocs opératoires, 2015, Editions Persée, 358 pages.